# Villanova Truschedu
Villanova Truschedu (sardinsky: Biddanòa Truschèdu) je italská obec (comune) v provincii Oristano v regionu Sardinie. Nachází se ve výšce 56 metrů nad mořem a má 285 obyvatel. Rozloha obce je 16,61 km².